# Dzjurovo
Dzjurovo (bulgariska: Джурово) är ett distrikt i Bulgarien.   Det ligger i kommunen obsjtina Pravets och regionen Sofijska oblast, i den centrala delen av landet, 60 km öster om huvudstaden Sofia.
I omgivningarna runt Dzjurovo växer i huvudsak lövfällande lövskog. Runt Dzjurovo är det ganska glesbefolkat, med 36 invånare per kvadratkilometer.